# Kostelní náměstí 28

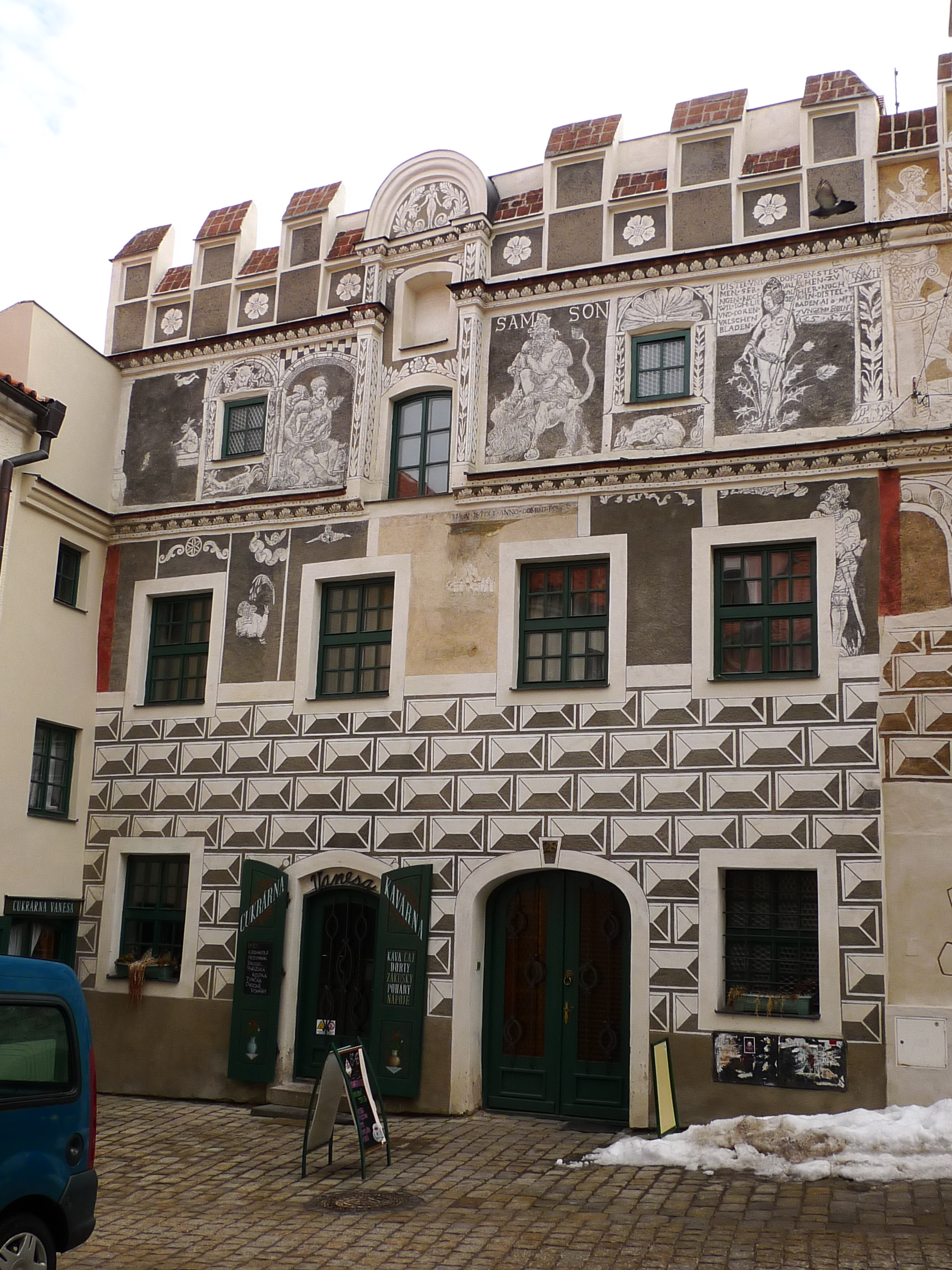
Das Haus am Kirchplatz

Das Haus Kostelní náměstí 28 in Prachatice (deutsch Prachatitz), einer Stadt in der Region Jihočeský kraj (Südböhmen) in Tschechien, ist ein denkmalgeschütztes Bürgerhaus (tschechisch měšťanský dům) der Renaissancezeit. Es wird auf die Mitte des 16. Jahrhunderts datiert.

## Lage
Das Wohnhaus steht an der Ostseite des Kirchplatzes (Kostelní náměstí), zwischen dem Piseker Tor und dem Heydl-Haus (Heydlův dům, Kostelní náměstí 29). Die benachbarten Gebäude sind ebenfalls Kulturdenkmale und Teil der Denkmalzone. Die Nummern „28“ und „29“ sind Konskriptionsnummern (číslo popisné).

## Geschichte und Beschreibung
Das Haus wurde in der Mitte des 16. Jahrhunderts errichtet und im 19. Jahrhundert umgebaut. Restaurierungen der Sgraffiti erfolgten 1913 und 1992. Das Gebäude hat drei Geschosse und vier Fensterachsen. Erdgeschoss und erster Stock sind teilweise eingewölbt. Die Westfassade wird durch eine Brüstung mit einem Rundbogen und sechs Zinnen abgeschlossen. Eine darunterliegende Nische für eine Heiligenfigur ist leer. Das Haus hat mit dem Nachbargebäude ein gemeinsames Walmdach. Es ist wie dieses reich mit Sgraffiti geschmückt. Sie zeigen biblische, figürlichen, florale und heraldische Motive. Dazu gehört im obersten Geschoss mit Samsons Kampf mit dem Löwen eine Szene aus der Bibel. Rechts daneben ist in einem Sgraffito mit einer allegorischen Frauenfigur, die die Tugend oder die Wahrheit darstellt, eine deutsche Inschrift zu lesen:

„DISTEL VND DOREN STEO
MEN SER VALSCHEN ZV
NGEN NOCH L HIER
WIL ICH LIEDER IN DISTEL
VND DOREN BADEN AI(?) MIT
VALSCHEN ZVNGEN SEIN
BLADEN 1557.“

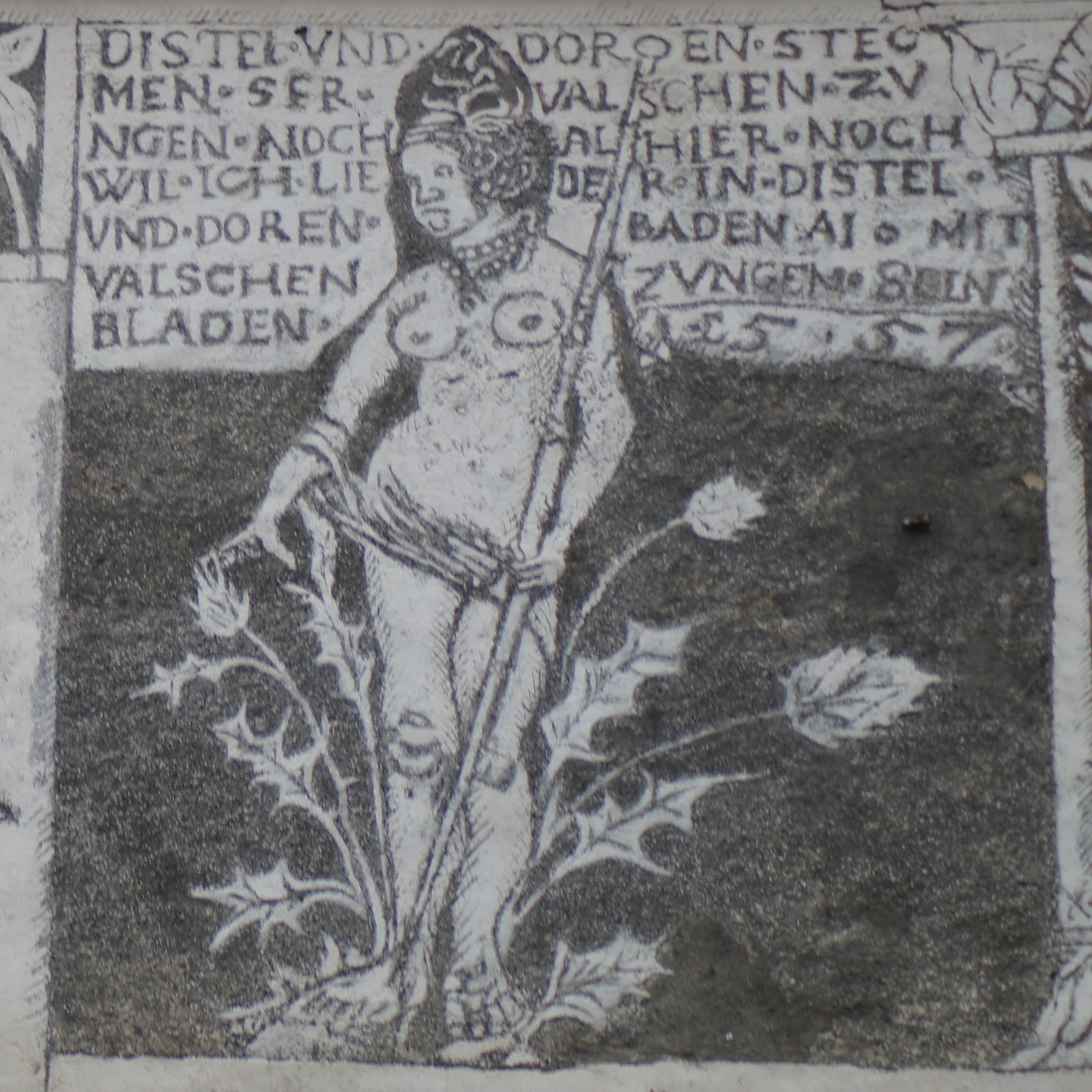
Inschrift von 1557

Disteln und Dornen stechen sehr, falsche Zungen noch [vie]l mehr. [Doch] will ich lieber in Disteln und Dornen baden als mit falschen Zungen sein beladen. 1557. Die Untersuchung im Jahr 1992 ergab zwanzig Farbschichten auf der Fassade. Der untere Bereich der Fassade war nicht zu rekonstruieren und zeigt heute in Sgraffiti ausgeführtes Bossenwerk.
Am Heydl-Haus Nr. 28 wird hingegen ein Kampf des Herakles gegen Kentauren und andere Gegner dargestellt. Darüber ist eine Prozession des Bacchus zu sehen.
Die beiden Gebäude wurden am 3. Mai 1958 als Kulturdenkmal unter Schutz gestellt und am 1. Oktober 1981 in den Bereich des städtischen Denkmalreservats der Prachaticer Innenstadt aufgenommen. Rückwärtige Anbauten sind nicht denkmalgeschützt.